# Rindera coechinata
Rindera coechinata är en strävbladig växtart som beskrevs av Mikhail Grigoríevič Popov. Rindera coechinata ingår i släktet Rindera och familjen strävbladiga växter. Inga underarter finns listade i Catalogue of Life.